# The Puppet Master
The Puppet Master är ett album av danska hårdrockaren King Diamond, utgivet 2003 på bolaget Massacre Records.
Precis som de flesta av King Diamonds tidigare album är även detta ett konceptalbum. Den handlar om en man som går på dockteater i Budapest i Ungern under tidigt eller mitten av 1900-talet. Han träffar din sin blivande flickvän, Victoria. Ett år senare har Victoria spårlöst försvunnit när hon skulle gå på samma dockteater, så mannen ger sig ut för att leta efter henne och upptäcker en stor hemlighet. Dockmästaren och hans fru gör sina dockor av levande människor och det är han själv som står på tur.

## Låtlista
1. "Midnight" - 1:55
2. "The Puppet Master" - 4:41
3. "Magic" - 4:57
4. "Emerencia" - 5:19
5. "Blue Eyes" - 4:24
6. "The Ritual" - 5:02
7. "No More Me" - 3:16
8. "Blood To Walk" - 5:32
9. "Darkness" - 4:37
10. "So Sad" - 4:38
11. "Christmas" - 5:18
12. "Living Dead" - 6:04

## Medverkande
- Sång: King Diamond
- Sång: Livia Zita
- Gitarr: Andy La Rocque
- Gitarr: Mike Wead
- Bas: Hal Patino
- Trummor: Matt Thompson